# Doassansiopsis deformans
Doassansiopsis deformans är en svampart som först beskrevs av Setch., och fick sitt nu gällande namn av Dietel 1897. Doassansiopsis deformans ingår i släktet Doassansiopsis och familjen Doassansiopsidaceae.   Inga underarter finns listade i Catalogue of Life.